# Tegošnica
Tegošnica (cyr. Тегошница) – wieś w Serbii, w okręgu jablanickim, w gminie Vlasotince. W 2011 roku liczyła 3 mieszkańców.